# Robert Pesquet
Pour les articles homonymes, voir Pesquet.
Robert Pesquet, né le  9 avril 1917 à Port-Lyautey (actuelle Kénitra au Maroc) et mort le 11 décembre 2010 à Granville,  est un homme politique français. 

## Biographie
D'abord menuisier, il fut secrétaire administratif du Rassemblement du peuple français à l'Assemblée nationale puis député du Loir-et-Cher de 1956 à 1958. Peu après son élection, il prend ses distances avec les gaullistes. Il cesse d'appartenir au groupe des Républicains sociaux, le 1er décembre 1956, siège un temps parmi les non-inscrits, avant de s’apparenter au groupe poujadiste de l’Union et Fraternité Française.  Ses interventions sont marquées par des convictions nationalistes et anticommunistes très arrêtées.
En octobre 1959, il est au cœur de l'affaire de l'Observatoire, attentat visant François Mitterrand. Il est incarcéré non pour cet attentat qui se conclut par un non-lieu mais pour une bombe dans les toilettes de l’Assemblée nationale. Il rejoint alors l’OAS et, à la suite de sa condamnation à vingt ans de prison, fuit en Espagne. 
Il rentre en France avec de faux papiers et redevient menuisier. Il fait une rentrée politique remarquée en 2003 lorsqu'il est nommé à plus de 86 ans à la direction de la Fédération de la Manche du Mouvement national républicain.